# Елден Генсон
Елден Генсон (англ. Elden Henson), при народженні Елден Раян Ретліфф (англ. Elden Ryan Ratliff; нар. 30 серпня 1977, Роквілл) — американський актор.

## Біографія
Генсон народився 30 серпня 1977 року в Роквілле, штат Меріленд. Його мати була професійним фотографом і є також матір'ю акторів Гаретта та Еріка Ретліффа. Елден почав акторську кар'єру в дворічному віці, він працював моделлю, і час від часу з'являвся в комерційних проектах. З шести років він став зніматися в рекламних роликах.

## Фільмографія
| Рік       |   | Українська назва                                     | Оригінальна назва                                    | Роль                        |
| --------- | - | ---------------------------------------------------- | ---------------------------------------------------- | --------------------------- |
| 1982—1985 | с | Як обертається світ                                  | As the World Turns                                   | Пол Райан                   |
| 1985      | с | Дивовижні історії                                    | Amazing Stories                                      | хлопчик з веснянками        |
| 1986      | с | Слава                                                | Fame                                                 | Меттью                      |
| 1987      | с | -                                                    | What a Country                                       | хлопчик                     |
| 1987      | ф | Щелепи: Помста                                       | Jaws: The Revenge                                    | додаткові голоси            |
| 1987      | с | Шлях на небеса                                       | Highway to Heaven                                    | Алан Бейлі                  |
| 1988      | ф | Елвіс і я                                            | Elvis and Me                                         | Дон Бьюлі в 10 років        |
| 1989      | ф | Тернер і Гуч                                         | Turner & Hooch                                       | Ерік Бойетт                 |
| 1990      | с | Дев'ятиметровий                                      | 1st & Ten                                            | Бадді                       |
| 1990      | ф |                                                      | Marilyn Hotchkiss 'Ballroom Dancing and Charm School | Стів Міллс                  |
| 1992      | ф | Планер                                               | Radio Flyer                                          | один Фішера # 3             |
| 1992      | ф | Могутні каченята                                     | The Mighty Ducks                                     | Фултон Рід                  |
| 1993      | с | Шоу Бена Стіллера                                    | The Ben Stiller Show                                 | скаут-новачок               |
| 1994      | ф | Могутні каченята 2                                   | D2: The Mighty Ducks                                 | Фултон Рід                  |
| 1996      | ф | Помилковий вогонь                                    | Foxfire                                              | Боббі                       |
| 1996      | ф | Могутні каченята 3                                   | D3: The Mighty Ducks                                 | Фултон Рід                  |
| 1996      | с | Врятовані дзвінком: Новий клас                       | Saved by the Bell: The New Class                     | Дірк                        |
| 1998      | ф | Велетень                                             | The Mighty                                           | Максвелл Кейн               |
| 1999      | ф | Це все вона                                          | She's All That                                       | Джессі Джексон              |
| 1999      | ф | Рука-вбивця                                          | Idle Hands                                           | Пнаб                        |
| 1999      | ф | Дар любові: історія Деніела Хаффмана                 | A Gift of Love: The Daniel Huffman Story             | Деніел Хаффман              |
| 2000      | ф | Вигнанець                                            | Cast Away                                            | Елден Медден                |
| 2001      | ф | Маніакальний                                         | Manic                                                | Майкл                       |
| 2001      | ф | О                                                    | O                                                    | Роджер                      |
| 2002      | ф |                                                      | Pack of Dogs                                         | Шип                         |
| 2002      | ф | Обманщики                                            | Cheats                                               | Семмі                       |
| 2003      | ф | Тупий і ще тупіший тупого: Коли Гаррі зустрів Ллойда | Dumb and Dumberer: When Harry Met Lloyd              | Терк                        |
| 2003      | ф | Битви солдата Келлі                                  | The Battle of Shaker Heights                         | Барт Боуленд                |
| 2003      | ф | Під сонцем Тоскани                                   | Under the Tuscan Sun                                 | автор                       |
| 2003      | ф | Прибульці-завойовники                                | Evil Alien Conquerors                                | Рон                         |
| 2004      | с | Закон і порядок: Спеціальний корпус                  | Law & Order: Special Victims Unit                    | Уїлл Керей                  |
| 2004      | ф | Ефект метелика                                       | The Butterfly Effect                                 | Ленні                       |
| 2005      | ф | Школа танців і зваби Мерилін Хотчкісс                | Marilyn Hotchkiss 'Ballroom Dancing & Charm School   | молодий Стів Міллс / Самсон |
| 2005      | ф | Магнати                                              | The Amateurs                                         | продавець                   |
| 2005      | ф | Королі Догтауна                                      | Lords of Dogtown                                     | Біллі Зі                    |
| 2006      | ф | Дежа вю                                              | Déjà Vu                                              | Гуннарс                     |
| 2007      | с | Злодії екстра-класу                                  | Smith                                                | Меттью Марлі                |
| 2007      | ф | Вампірка                                             | Rise                                                 | Тейлор                      |
| 2007      | с | Швидка допомога                                      | ER                                                   | хлопець без пальця          |
| 2007      | с | Приватна практика                                    | Private Practice                                     | Деймон                      |
| 2009      | с | Ясновидець                                           | Psych                                                | Клайв                       |
| 2009      | с | Анатомія пристрасті                                  | Grey's Anatomy                                       | Метт Смитсон                |
| 2009      | ф | Зі шкільних років                                    | Not Since You                                        | Джоуї «Фадж» Фаджлер        |
| 2010      | с | Ельдорадо                                            | El Dorado                                            | Гордон                      |
| 2011      | ф | Загибель і повернення Супермена                      | The Death and Return of Superman                     | Думсдей                     |
| 2013      | ф | Джобс: Імперія спокуси                               | Jobs                                                 | Енді Герцфельд              |
| 2014      | с | Штучний інтелект                                     | Intelligence                                         | Еймос Пемброук              |
| 2014      | ф | Голодні ігри: Переспівниця. Частина І                | The Hunger Games: Mockingjay - Part 1                | Поллукс                     |
| 2015      | ф | Голодні ігри: Переспівниця. Частина ІІ               | The Hunger Games: Mockingjay - Part 2                | Поллукс                     |
| 2015—2018 | с | Шибайголова                                          | Daredevil                                            | Фоггі Нельсон (38 епізодів) |
| 2017      | с | Трудоголіки                                          | Workaholics                                          | Ніпплс                      |
| 2017      | с | Захисники                                            | The Defenders                                        | Фоггі Нельсон (5 епізодів)  |
| 2018      | с | Джессіка Джонс                                       | Jessica Jones                                        | Фоггі Нельсон (1 епізод)    |
| 2018      | ф | Співак                                               | El Cantante                                          | Кевін Оберкфелл             |
| 2018      | с | Люк Кейдж                                            | Luke Cage                                            | Фоггі Нельсон (1 епізод)    |